# Джозеф Майкл Стражинськи
Джозеф Майкл Стражинськи (англ. Joseph Michael Straczynski) — американський автор-сценарист, письменник, творець великої кількості науково-фантастичних й фантастичних телевізійних серіалів — зокрема відомої космічної опери «Вавилон-5». Лауреат численних премій в царині фантастики та наукової фантастики.

## З життєпису
Походить з роду, коріння якого сягає католицької східної Європи — сам вказує на білоруських і польських предків. Його дід і баба емігрували в часі перевороту 1917 року, батько народився в США, але жив у Німеччині, Польщі та Росії.
Почав працювати на телебаченні в 1983 році, взяв участь у роботі над безліччю анімаційних серіалів, потім і в художніх серіалах, швидко пройшов дорогу від автора сценаріїв до виконавчого продюсера. Кульмінацією зростання Джозефа став серіал «Вавилон-5», який завоював десятки призів і нагород, з них дві «Еммі» і «Х'юго».
Є автором 92 зі 110 серій «Вавилона-5», також пілотного фільму до серіалу і 5 повнометражних фільмів — спін-офів. Серіал відрізняється від інших «космічних опер» розподілом сюжету протягом п'яти років, складністю характерів кожного персонажа, високим рівнем реалізму персонажів, їх вчинків і оточуючого їх всесвіту. Вперше в серіалі були застосовані комп'ютерні спецефекти такого рівня впровадження та якості. Стражинськи також є творцем і виконавчим продюсером 13-серійного сиквела/спін-офф «Вавилона-5» — «Хрестового походу», для якого він написав 10 з 13 серій.

### Творчий доробок

#### Фільмографія
- Хі-Мен і володарі всесвіту (1983-1985) («He-Man and the Masters of the Universe») — сценарист; одноосібний автор 8 серій
- Непереможна принцеса Ші-Ра («She-Ra: Princess of Power») — сценарист
- Джейс і Колісні Воїни («Jayce and the Wheeled Warriors») — сценарист, одноосібний автор 11-14 серій (1990)
- Справжні мисливці за привидами («The Real Ghostbusters») — автор сценарію; співавтор 21 серії, одноосібний автор 1 серії
- Капітан Пауер і солдати майбутнього («Captain Power and the Soldiers of the Future») — виконавчий автор сценарію; письменник-сценарист 13 серій (1987—1988)
- «Нова сутінкова зона» («The New Twilight Zone») — автор сценарію ; сценарист 11 серій (1986—1989)
- Джейк і Фатман («Jake and the Fatman») — виконавчий автор сценарію; сценарист 5 серій
- Вона написала вбивство («Murder, She Wrote») — співпродюсер; сценарист 7 серій (1991—1993)
- Вокер, техаський рейнджер («Walker Texas Ranger») — головний продюсер; сценарист однієї серії-1993 (покинув творчу бригаду серіалу для створення «Вавилона-5»)
- Підміна, 2008 («The Changeling») — автор сценарію
- Восьме чуття (2015—2018) (Sense8) — сценарист, продюсер

Також Стражинськи був залучений до створення серіалу Спіральна зона («Spiral Zone») (1987), проте в титрах неможливо побачити його ім'я, так як він замінив на псевдонім Fettes Grey. Перу Стражинськи належить сценарій одної серії «CBS Storybreak» (1987).
- «Хрестовий похід: Стежка скорботи. Правила гри» (1998) (Crusade: The Path of Sorrows. The Rules of the Game) Хрестовий похід (телесеріал) — продюсер
- «Хрестовий Похід: Колодязь вічності. Панувати після смерті» (1998) (Crusade: The Well of Forever. Ruling from the Tomb) — режисер
- Інший світ: Пробудження, 2012 (Underworld: Awakening) — сценарист
- Тор, 2011 (Thor) — сценарист
- Ніндзя-вбивця (2009) (Ninja Assassin) — сценарист
- Вавилон-5: Ріка душ (Babylon 5: The river of souls), 1998, сценарист
- «Хрестовий похід: Стежка скорботи. Правила гри» (Crusade: The path of sorrows. The rules of the game), 1998, сценарист
- Вавилон-5: На початку «Babylon 5: In the beginning», 1997, сценарист
- Вавилон-5: Третій простір «Babylon 5: Thirdspace», 1997, сценарист
- Вавилон-5: Голос в пустелі (Babylon 5: A voice in the wilderness), 1994, сценарист
- Єремія (2002—2004).

У 2005 році Стражинськи почав публікації своїх сценаріїв до серіалу «Вавилон-5».

#### Комікси
- Юні Титани (Teen Titans Spotlight), 1987
- Зоряний шлях Star Trek, 1991
- Babylon 5 #1: «In Darkness Find Me», 1993
- — Babylon 5: In Valen's Name, 1998
- — The Brave and the Bold, 2009—2010
- ---- The Shield: Kicking Down the Door, 2009
- ---- Samaritan X, 2010
- Супермен (комікс), 2010—2015
- ---- Wonder Woman, 2010—2011
- ---- Before Watchmen: Dr. Manhattan, 2012
- ---- Rising Stars, 1999—2005
- ---- Midnight Nation, 2000—2002
- ---- The CBLDF Presents Liberty Annual, 2011
- ---- The Amazing Spider-Man, 2001—2007
- ---- Squadron Supreme, 2003—2006
- ---- Доктор Стрендж, 2004—2005
- 2005—2006, The Book of Lost Souls
- ---- Fantastic Four, 2006—2007
- 2007, Bullet Points
- 2007, Ultimate Civil War: Spider-Ham (featuring Wolverham)
- 2007, Срібний серфер (Silver Surfer)
- 2007—2009, Тор (Thor)
- 2013, The Twelve
- 2014—2015, Terminator Salvation: The Final Battl

### Номінації та нагороди
- 1988 — Премія Брема Стокера (за кращий перший роман) — «Демонська ніч»; номінація
- 1994 — Inkpot Award — виграв
- 1996 — Премія Г'юго (премія «Г'юго» за найкращу драматичну постановку) — епізод Вавилону-5 «Пришестя тіней»; виграв
- 1997 — Премія Г'юго (краща драматична презентація) — епізод Вавилону-5 « Відрубані мрії»; виграв
- 1999 — Премія Рея Бредбері (видатна драматична презентація) — Вавилон 5; виграв
- 2002 — Премія Ейснера краща серіалізована історія Дивовижна людина-павук: «Приходить додому» Виграв
- 2005 — Eagle Award (комікси) улюблений письменник коміксів; виграв
- 2008 — Премія Святого Христофора функціональні фільми — «Зміни»; виграв
- 2009 — Премія БАФТА — кращий оригінальний сценарій — «Зміни»; номінована
- 2009 — Сатурн — кращий сценарій «Зміни»; номінована
- 2013 — International Icon Award — виграв
- 2016 — GLAAD Media Awards — видатна драматична серія — «Sense8»; виграв
- 2016 — Сатурн (премія) — краща нова телевізійна серія — «Sense8»; номінована
- астероїд, виявлений 1992 року в обсерваторії Кітт-Пік, був названий 8379 Straczynski.